# Reyer van Blommendael
Reyer Jacobsz. van Blommendael (ged. Amsterdam, 27 juni 1628 - begr. Haarlem, 23 november 1675) was een Nederlandse kunstschilder uit de Gouden Eeuw, die vooral mythologische en Bijbelse scènes schilderde. Er zijn weinig werken van hem bekend. 

## Biografie
Van Blommendael is gedoopt in de Nieuwe Kerk te Amsterdam in 1628. Hij komt uit de bourgeoisie en zou een zoon van Jacob Reijersz en Grietje Jans kunnen zijn. De beroemde kunsthandelaar Jacques Goudstikker suggereert dat zijn stijl waarschijnlijk werd beïnvloed door een reis naar Italië. In 1669 zou hij in Amsterdam werkzaam zijn en van 1675 in Den Haag.
Van Blommendael werd op 14 maart 1662 toegelaten tot het Sint-Lucasgilde van Haarlem, na het betalen van vier florijnen en tien gulden. Hij staat tot 1668 nog geregistreerd in de gilde.
De meeste van zijn schilderijen zijn vervaardigd tussen 1660 en 1675. Zijn werken lijken op de stijl van Gerard van Honthorst, Cesar van Everdingen en de stijl van de Utrechtse Caravaggisten.
Van Blommendael werd begraven op 23 november 1675 in de Grote of Sint-Bavokerk te Haarlem, waar later zijn zuster Risje werd bijgezet, op 3 januari 1682.

## Werk
Gesigneerde werken:
- Jezus in de hof (Alte Pinakothek, München)
- Paris en Oenone (Museum voor Schone Kunsten, Rijsel)

Toegewezen werken:
- Sint-Bavo bevrijdt Haarlem (Grote of Sint-Bavokerk, Haarlem)
- Loth en zijn dochters (Museum voor Schone Kunsten, Duinkerke)
- Phryne voor de rechters (Musée Vivant-Denon, Chalon-sur-Saône)
- Socrates, zijn twee vrouwen en Alcibiades (Museum voor Schone Kunsten, Straatsburg)

Sommige schilderijen werden voorheen toegeschreven aan Johannes Vermeer, Dirck van Baburen, Cesar van Everdingen, Abraham Bloemaert, Jan Gerritsz. van Bronchorst, of Gerard van Honthorst.

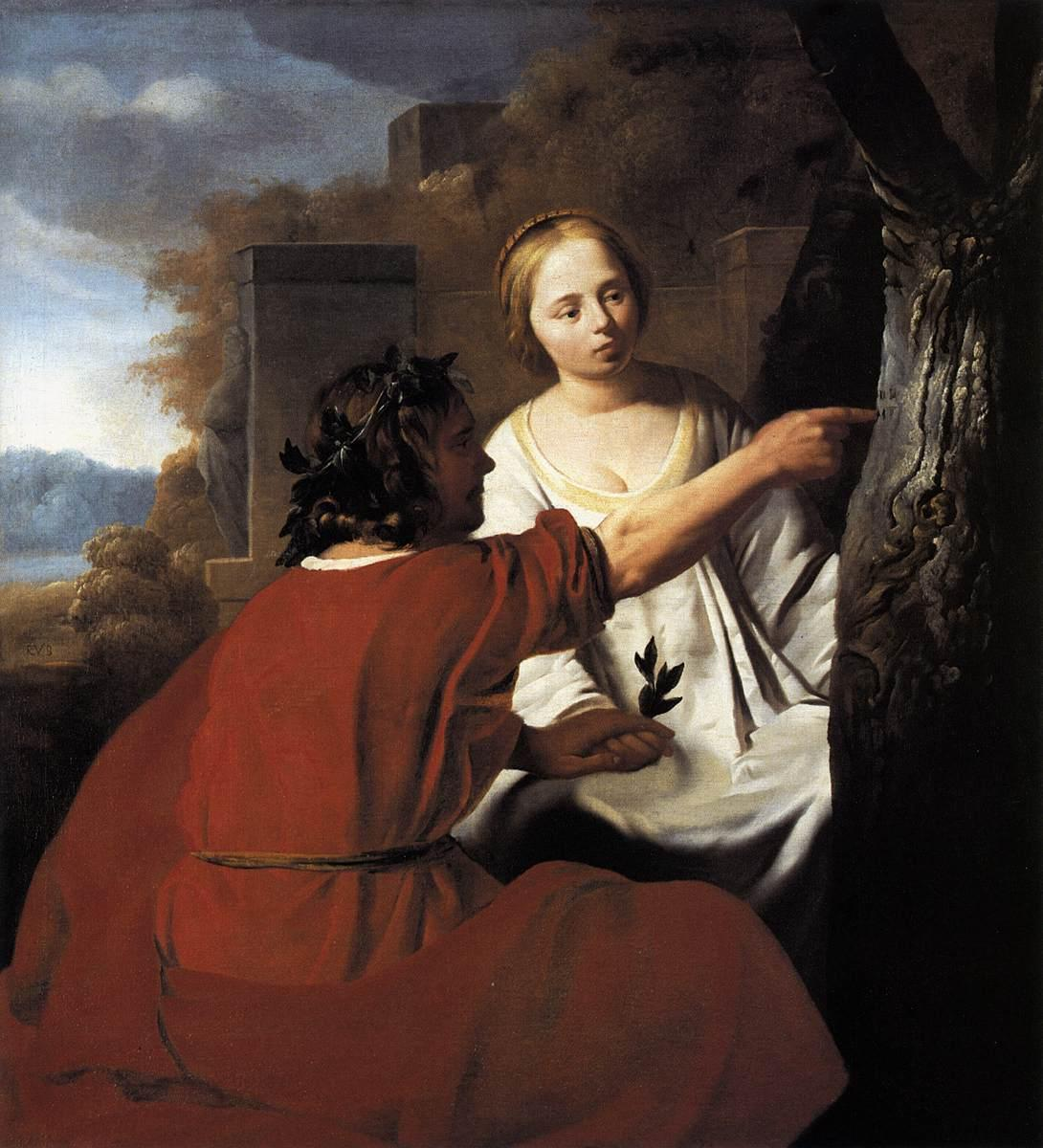
Paris en Oenone
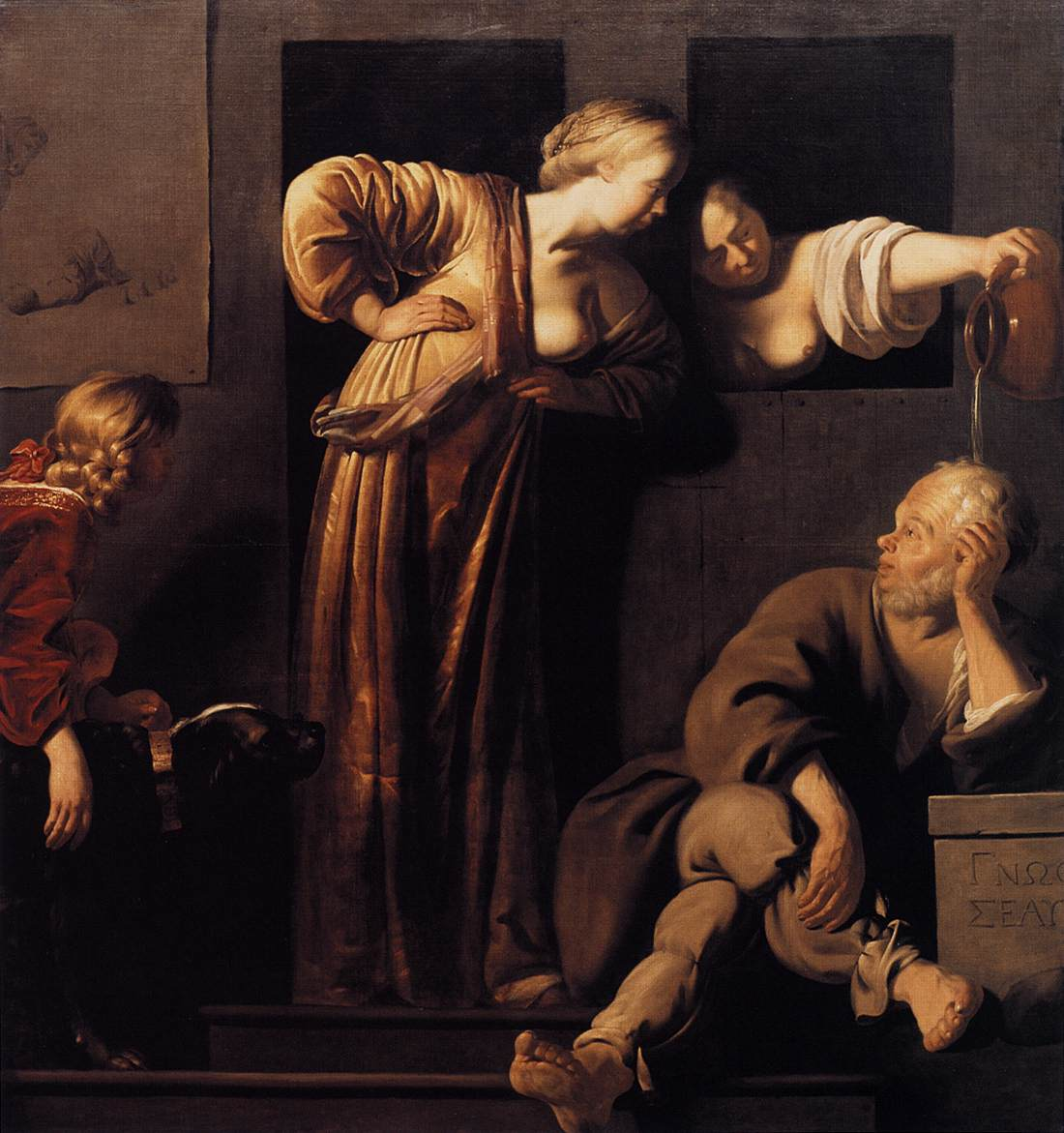
Socrates, zijn twee vrouwen en Alcibiades
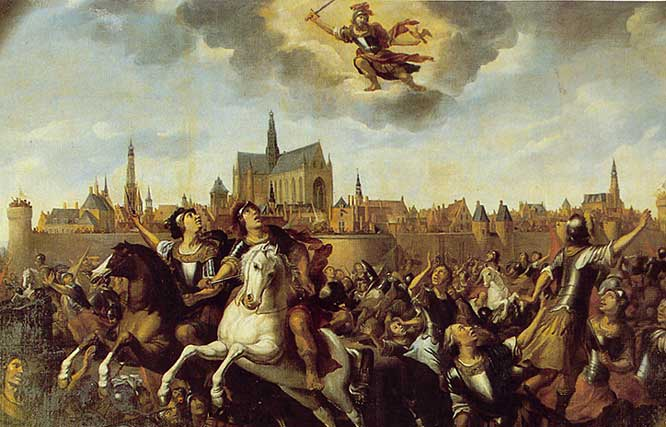
Sint-Bavo bevrijdt Haarlem
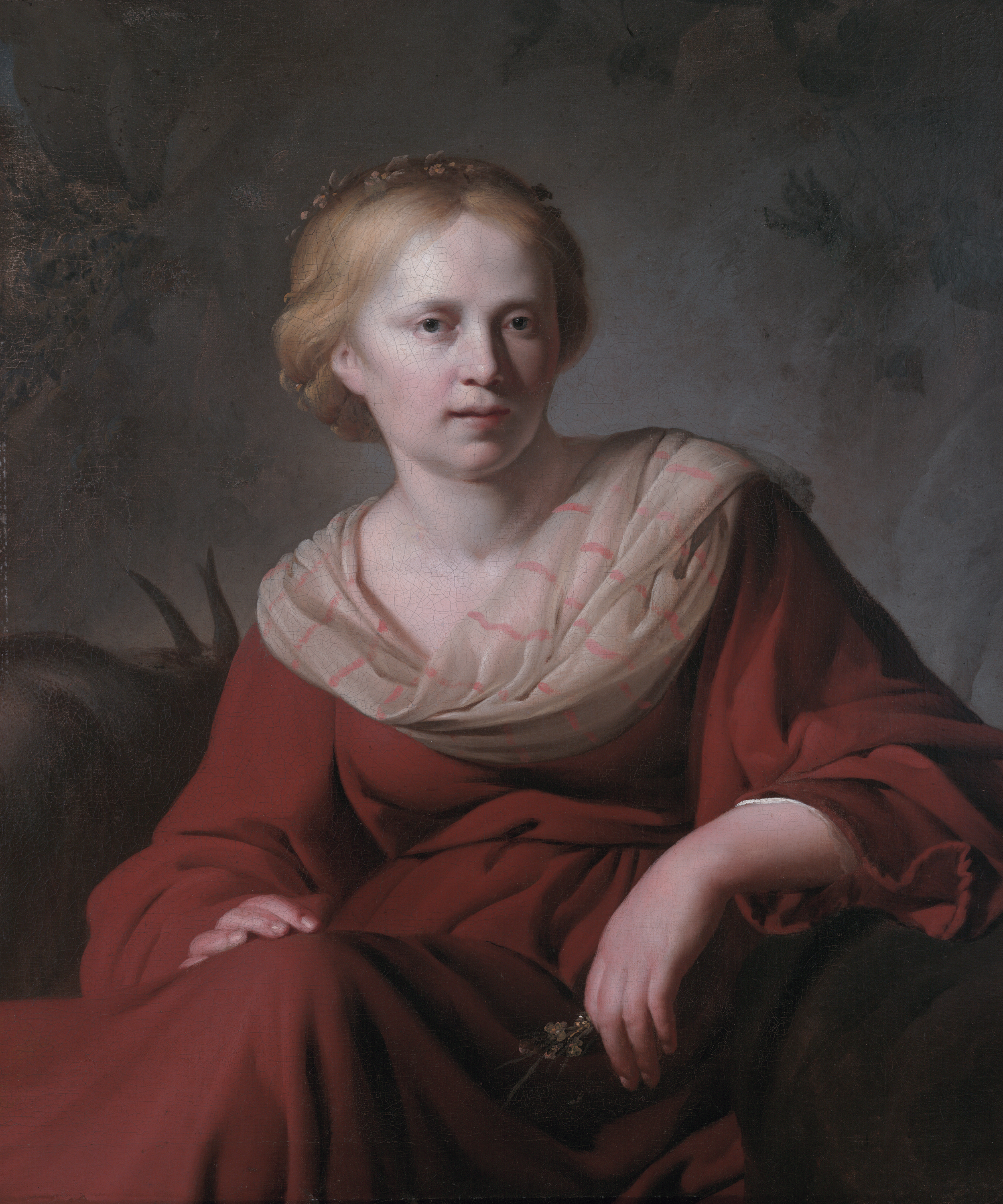
Jonge vrouw in een Arcadische aankleding, circa 1650

- Biografisch Portaal: 51142088
- RKD-Nederlands Instituut voor Kunstgeschiedenis: 9289
- Union List of Artist Names: 500031358
- Virtual International Authority File: 95874800